# Witoogspotlijster
De witoogspotlijster (Margarops fuscatus) is een vogelsoort uit de familie van de spotlijsters (Mimidae).

## Verspreiding en leefgebied
Deze soort komt voor op de Kleine Antillen met uitzondering Saint Lucia, Barbados en Barbuda.
De soort telt vier ondersoorten:
- M. f. fuscatus: van de Bahama's tot de noordelijke Kleine Antillen.
- M. f. klinikowskii: Saint Lucia.
- M. f. densirostris: de centrale Kleine Antillen.
- M. f. bonairensis: Bonaire.